# Suhak stepowy
Suhak stepowy, dawniej także: suhak (Saiga tatarica) – gatunek ssaka kopytnego z rodziny wołowatych (Bovidae). Jego pierwsze ślady pochodzą ze środkowego plejstocenu. Przez większość systematyków suhak uważany jest za antylopę (Antilopinae).

## Nazwa zwyczajowa
W przeszłości Saiga tatarica był określany w Polsce nazwą „suhak”. W wydanej w 2015 roku przez Muzeum i Instytut Zoologii PAN w Warszawie publikacji „Polskie nazewnictwo ssaków świata” autorzy nadali gatunkowi nazwę suhak stepowy, równocześnie rezerwując nazwę „suhak” dla rodzaju tych zwierząt.

## Systematyka
Niektóre ujęcia systematyczne traktują podgatunek mongolica jako odrębny gatunek.

## Występowanie
Dawniej suhaki zamieszkiwały stepowe i półpustynne środowiska całej Eurazji aż do Wysp Brytyjskich. Dziś znacznie rzadsze, występują na stepach Azji Środkowej na terenie Rosji, Mongolii i Chin. W XVI i XVII wieku zachodnia granica występowania gatunku sięgała do przedgórza Karpat Wschodnich i do Bugu. W plejstocenie zamieszkiwały Amerykę Północną. Suhak mongolski, klasyfikowany jako podgatunek S. tatarica mongolica lub S. borealis mongolica plejstoceńskiego S. borealis, jest endemitem występującym w Mongolii. Suhak był pospolity w okolicach Dżungarii, lecz od roku 1970 nie spotyka się go w formie wolno żyjącej, co wskazuje na wymarcie tego gatunku w Chinach.

## Charakterystyka

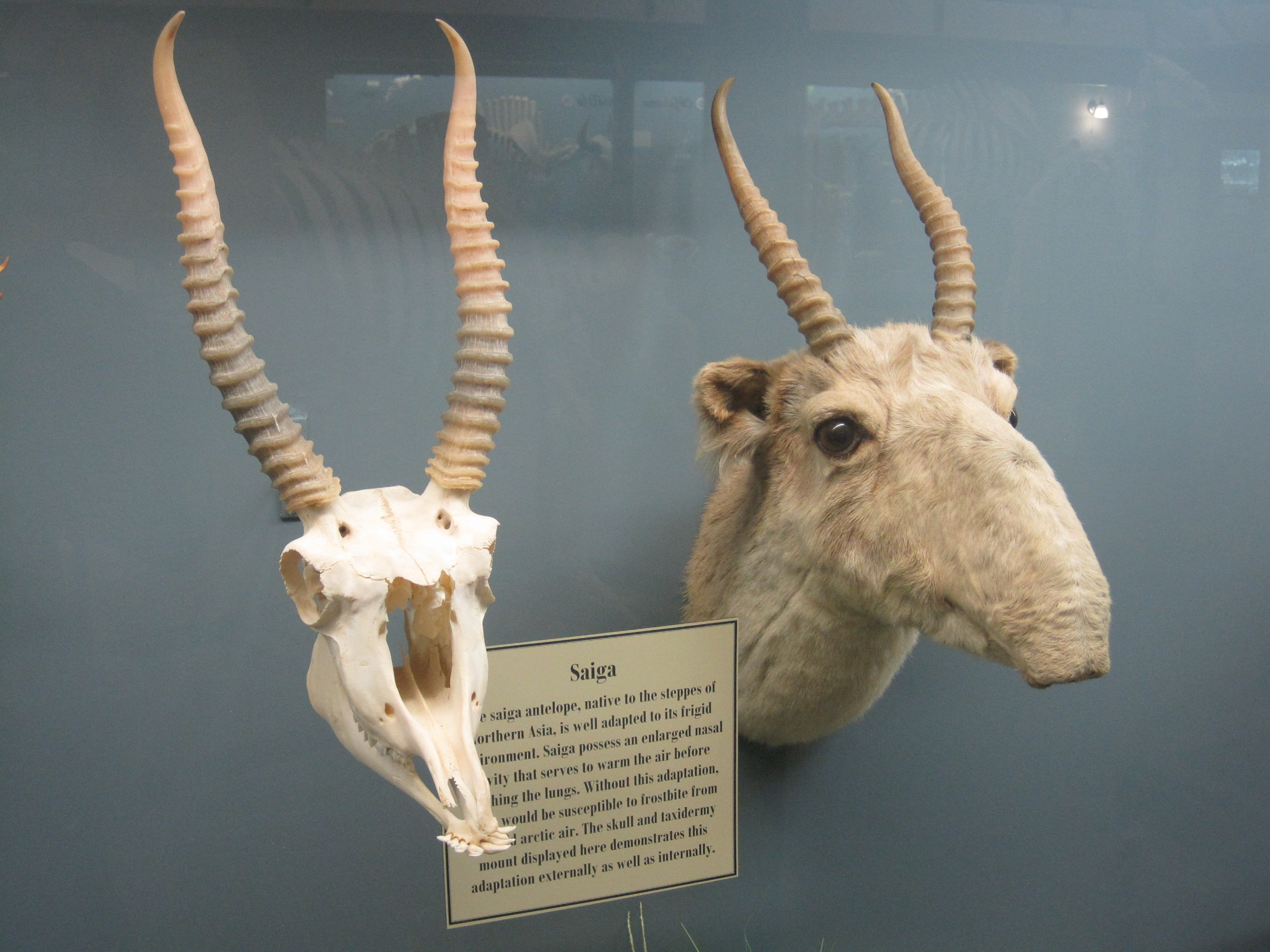
Czaszka suhaka i wypchana głowa na wystawie w Muzeum Osteologii w Oklahoma City

Długość ciała samic 108–125 cm, samców 123–146 cm, długość ogona samic 6–10 cm, samców 8–12,5 cm, wysokość w kłębie samic 57–73 cm, samców 69–79 cm; długość rogów 25–38 cm; masa ciała samic 21,4–40,9 kg, samców 32,5–51 kg. Długość życia wynosi od 6 do 10 lat. Latem ma krótką, płową sierść, zimą okrywa ją jaśniejsze, długie i gęste futro. Samce noszą spiczaste rogi długości 30 cm, samice są przeważnie bezrogie. Suhaki można rozpoznać dzięki przerośniętym i elastycznym strukturom nosowym zwanym trąbką (łac. haustellum, proboscis). Mięsiste zgrubienie pomiędzy nosem a czołem (trąbka) nadaje głowie łukowaty kształt. Podczas letnich migracji nos pomaga osobnikowi filtrować powietrze zanieczyszczone pustynnym piaskiem i stepowym kurzem wzbitymi podczas galopu. Nos ogrzewa też krew zwierzęcia. Zimą omówione struktury ogrzewają mroźne powietrze zanim dotrze ono do płuc.

## Środowisko życia i zachowanie
Suhaki stepowe tworzą bardzo duże stada pasące się na półpustyniach, stepach, użytkach zielonych i potencjalnie otwartych terenach zalesionych, na których żywią się kilkoma gatunkami roślin (wśród tych gatunków część jest trujących dla innych zwierząt). Mogą pokonywać znaczne odległości oraz przeprawiać się przez rzeki, lecz unikają stepów i wyboistych terenów. Okres godowy zaczyna się w listopadzie. Wtedy rogacze rywalizują o względy samic. Zwycięzca przewodzi stadem liczącym od 5 do 50 samic. Wiosną matki rodzą do dwóch źrebiąt (w dwóch przypadkach na trzy możliwe). Mogą również urodzić pojedyncze źrebię.
Uciekając przed niebezpieczeństwem, osiąga prędkość nawet do 75 km/h.

## Ochrona i zagrożenia
Na przełomie XIX i XX wieku na skutek polowań gatunek prawie wyginął. Od roku 1919 został objęty ochroną. Zabijany głównie dla mięsa, skór oraz rogów, z których wytwarzano afrodyzjaki. Liczebność populacji sajgi rosyjskiej (S. tatarica tatarica) zmniejszyła się gwałtownie z ok. 1,25 mln do mniej niż 50 tys., a suhaka mongolskiego (S. tatarica mongolica) z 5200 osobników w 2000 do 750 w styczniu 2004. Obecna, sztuczna populacja w Chinach pochodzi z grupy 9 osobników (5 samców i 4 samic) pozyskanych z zagranicznego zoo. Pod koniec 2011 roku jej liczebność wyniosła 114 osobników.
W maju 2015 wielka liczba suhaków stepowych padła na tajemniczą chorobę, prawdopodobnie zakażenie bakteryjne pasteurellą. Śmiertelność zarażonych stad wynosiła 100%. Szacuje się, że do końca maja 2015 padło już ponad 40% całej populacji. Do tego czasu znaleziono 120 tysięcy ciał, podczas gdy szacowana wielkość całej populacji przed wybuchem epizootii wynosiła tylko 250 tysięcy.
Z kolei na początku 2023 r. władze kazachskie szacowały liczebność populacji suhaka w Kazachstanie na 915 tys. osobników i przewidywały jej wzrost do 2,6 mln szt. do czasu jesieni, w związku z czym, z uwagi na wyrządzane przez te zwierzęta szkody w rolnictwie (których wartość szacowana była w 2022 r. na 22,5 mln dolarów), planowana jest redukcja populacji o ok. 10–20%, tj. odstrzał ok. 300 tys. osobników.